# Соломон Еліот Аш
Соломон Еліот Аш (англ. Solomon Eliot Asch, 14 вересня 1907, Варшава, Царство Польське — 20 лютого 1996, США) — американський психолог, автор знаменитих експериментів, присвячених конформності.

## Життєпис
Народився у Варшаві і емігрував до США у 1920 році, де отримав ступінь бакалавра у 1928 році в коледжі Нью-Йорк Сіті, магістерську і докторську — в Колумбійському університеті під керівництвом основоположника гештальтпсихологии Макса Вертгеймера. Більшу частину викладацької кар'єри провів у Свартмор-коледжі в одному колективі з Вольфгангом Келером.
У 1943 році змінює Макса Вертгеймера на посаді завідувача кафедрою психології в Новій школі соціальних досліджень.
Співпрацював з Г. Уіткіном при розробці теорії когнітивних стилів.
14 травня 1951 року у збірці Гарольда Гуетжоу «Групи, лідерство і люди» з'явилася глава, написана Соломоном Ашем «Вплив групового тиску на зміни і спотворення суджень». У цьому класичному експерименту Аша в кімнату запрошувалося вісім випробовуваних, яким пред'являлося три відрізки для порівняння з еталонним (так, що ідентичність одного з них була цілком очевидною). Насправді семеро випробовуваних були «спільниками» експериментатора і давали однаковий невірна відповідь. В результаті експерименту було виявлено, що 75 відсотків «наївних піддослідних» хоча б в одній серії експерименту повторювали свідомо невірні відповіді, які перед ними висловили інші члени групи, а 25 відсотків систематично слідували груповому «божевілля».
Серед учнів Аша найбільш відомий Стенлі Мілґрем, який під його керівництвом захистив в Гарварді докторську дисертацію.

## Вклад в психологію
Соломон Аш вважається піонером в галузі соціальної психології і гештальт-психології. Його експерименти з вивчення конформізму показали силу соціального впливу і досі служать джерелом натхнення для дослідників соціальної психології. Аш також був науковим керівником з докторської дисертації Стенлі Мілгрема в Гарвардському університеті і надихнув Мілгрема на власні досить впливові дослідження слухняності. Хоча роботи Аша показують, як тиск впливає на соціальну поведінку (часто в негативному значенні), Аш вважав, що люди схильні вести себе гідно по відношенню один до одного.

## Публікації
- Asch, S. E. (1951). Effects of group pressure upon the modification and distortion of judgment. In H. Guetzkow (ed.) Groups, leadership and men. Pittsburgh, PA: Carnegie Press.
- Asch, S. E. (1955). Opinions and social pressure. Scientific American, 193, 31-35.
- Asch, S. E. (1956). Studies of independence and conformity: A minority of one against a unanimous majority. Psychological Monographs, 70 (Whole no. 416).
- Asch, SE (1987)Social psychology. Oxford University Press. ISBN 0-19-852172-3